# Staten van Friesland

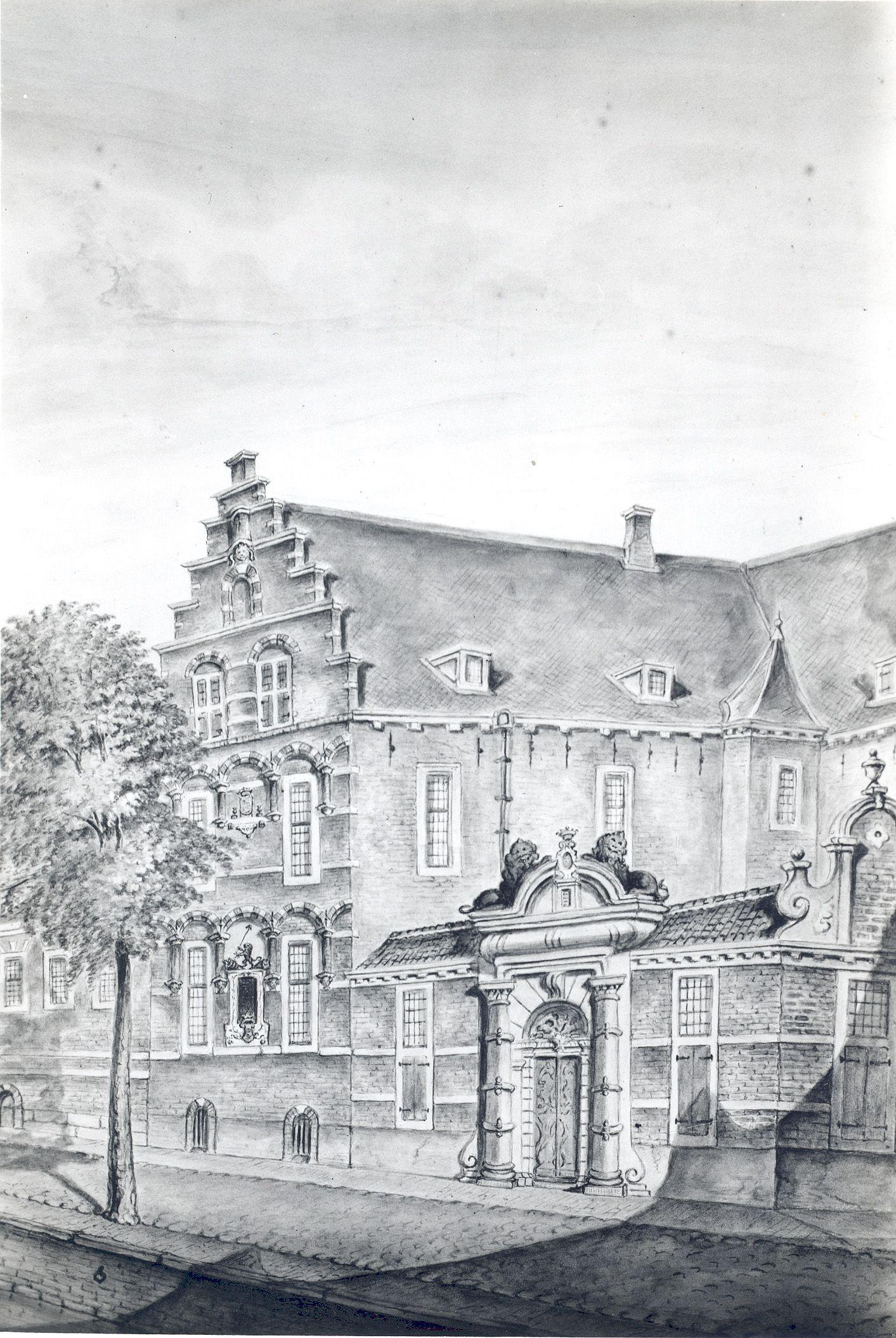
Leeuwarden - Landschapshuis

De Staten van Friesland vormden aanvankelijk een college dat vanaf 1498 (einde Friese Vrijheid) de lokale belangen tegenover het landsheerlijk gezag verdedigde. In 1581, tijdens de Opstand, werden de Staten het hoogste bestuursorgaan van het gewest Friesland, tot het bestuurscollege in 1795 werd omgevormd tot de Provisionele Representanten van de Bataafse Republiek.

## Voorgeschiedenis
Het grondgebied van West-Friesland stond vanaf de 12e eeuw onder bestuur van de graaf van Holland, die naar eigen inzicht alle beslissingen mocht nemen. De Friezen streefden medenzeggenschap na, daaruit ontwikkelden zich lokale bestuurseenheden, de grietenij. In laat-middeleeuws Friesland was er dus geen direct landsheerlijk gezag. Bestuur en lagere rechtspraak waren in de Friese plattelandsgebieden in handen van de grietman, die werd bijgestaan door twee of meer mederechters. In de steden waren het de olderman, schepenen en 'recht en raad' die bestuur en rechtspraak uitoefenden. Het college van grietmannen, mederechters en stadsbesturen vormden samen de 'Recht en Raad der landen en steden van Oostergo en Westergo' met als doel 'goed recht te maken en te onderhouden en zich te verantwoorden'. Dit gebeurde op de Landdag of dagvaart, die soms weken kon duren. Zaken die buiten de competentie van grietman en stadbestuur vielen kwamen hier aan de orde en men stimuleerde het goed onderhouden van dijken. Met het einde van de Friese Vrijheid in 1498 kwam ook een einde aan deze vorm en organisatie van bestuur en rechtspraak.
Voorlopers van de latere statenvergadering waren stemvergaderingen of 'stemmen' in Westergo en Oostergo, die in 1426 of 1427 voor het eerst vermeld worden.

## Saksisch en Habsburgs bestuur
Keizer Maximiliaan I benoemde in 1498 Albrecht van Saksen tot 'gubernator en potestaat' van Friesland. Naar Saksisch voorbeeld werd al snel een college van raadsheren ingesteld dat zijn zoon Hendrik moest bijstaan in de regering. Dit college was een voorloper van het latere Friese Hof, waarin bestuur en rechtspraak waren samengebracht. Gedurende de Saksische periode (1498-1515) was in Friesland een Statenvergadering tot ontwikkeling gekomen. Hierin kwamen de verschillende standen of staten op verzoek van de landsheer samen om hem van advies te dienen of om te delibereren over verzoeken (beden) van de landsheer. Ook in de Habsburgse tijd (vanaf 1515) bestuurden de stadhouder en het Hof van Friesland het gewest namens de landsheer.
De Staten probeerden het centrale gezag te beteugelen door hardnekkig vast te houden aan historisch verkregen rechten, bijvoorbeeld door een verzoek (bede) tot het opleggen van een nieuwe belasting niet in te willigen. Maar ze konden alleen bijeenkomen als de landsheer een Landdag uitschreef. Wel konden ze vertegenwoordigers naar de landvoogdes sturen om hun klachten en grieven (doleantiën) te uiten.
Om sterker te staan wezen ze in 1532 gedeputeerden aan uit hun midden, bedoeld als permanent college, speciaal belast met de verdediging van de Friese privileges. Pas vanaf 1558 bestond het college van Gedeputeerde Staten werkelijk permanent.

## Samenstelling
De Staten waren oorspronkelijk een standenvergadering bestaande uit geestelijken, edelen, eigenerfden en burgers als afgevaardigden van hun stand. Nadat tijdens de Opstand de Calvinisten de macht grepen veranderde de samenstelling van de Statenvergadering en de wijze waarop die tot stand kwam. Op de Landdag van 25 juni 1579 waren de geestelijken uit de vergadering geweerd en werd de indeling naar standen vervangen door een territoriale indeling naar goën, te weten Oostergo, Westergo en Zevenwouden.
Iedere grietenij mocht twee volmachten afvaardigen, een uit de adel en een uit de eigenerfden. In de elf steden kozen de vroedschappen de ene volmacht, terwijl de tweede door de leden van de magistraat werd gekozen. De steden - die binnen de goën geen meerderheid hadden - streefden er sinds 1577 naar een eigen kwartier te vormen en dat lukte op de Landdag van maart 1579, onder stadhouder Rennenberg. Vanaf dat moment waren de goën plattelandskwartieren geworden.
De steden wilden gezien hun financiële bijdrage een even groot aandeel in het college van Gedeputeerde Staten als de andere kwartieren samen. Stadhouder Willem van Oranje adviseerde op 11 februari 1584 dat de steden voorlopig niet meer dan de vierde stem zouden krijgen. Wel zouden de plattelandskwartieren elk twee en de Steden drie gedeputeerden mogen benoemen. Dit werd de definitieve regeling.

## Mindergetal
De Staten vergaderden op de Landdag niet plenair maar in hun eigen kwartieren. De communicatie tussen de kwartieren verliep via een commissie van acht volmachten, twee uit elk kwartier. Deze commissie werd het Mindergetal genoemd, waarschijnlijk omdat hij uit minder volmachten bestond dan de Staten zelf. Deze aanvankelijk tijdelijke commissie kreeg vanaf 1596 een permanent karakter en werd de 'ziel der Statenvergaderingen'.
Alle stukken die op de Landdag behandeld werden gingen eerst naar het Mindergetal. Vervolgens gingen de leden naar hun eigen kwartier met de complete informatie. Met het advies van hun kwartieren gingen ze terug naar het Mindergetal en deze commissie formuleerde de tekst van eventuele resoluties. Deze teksten werden weer voorgelegd aan de kwartieren. Als alle kwartieren hadden ingestemd werd de definitieve resolutie door de kwartieren ondertekend.

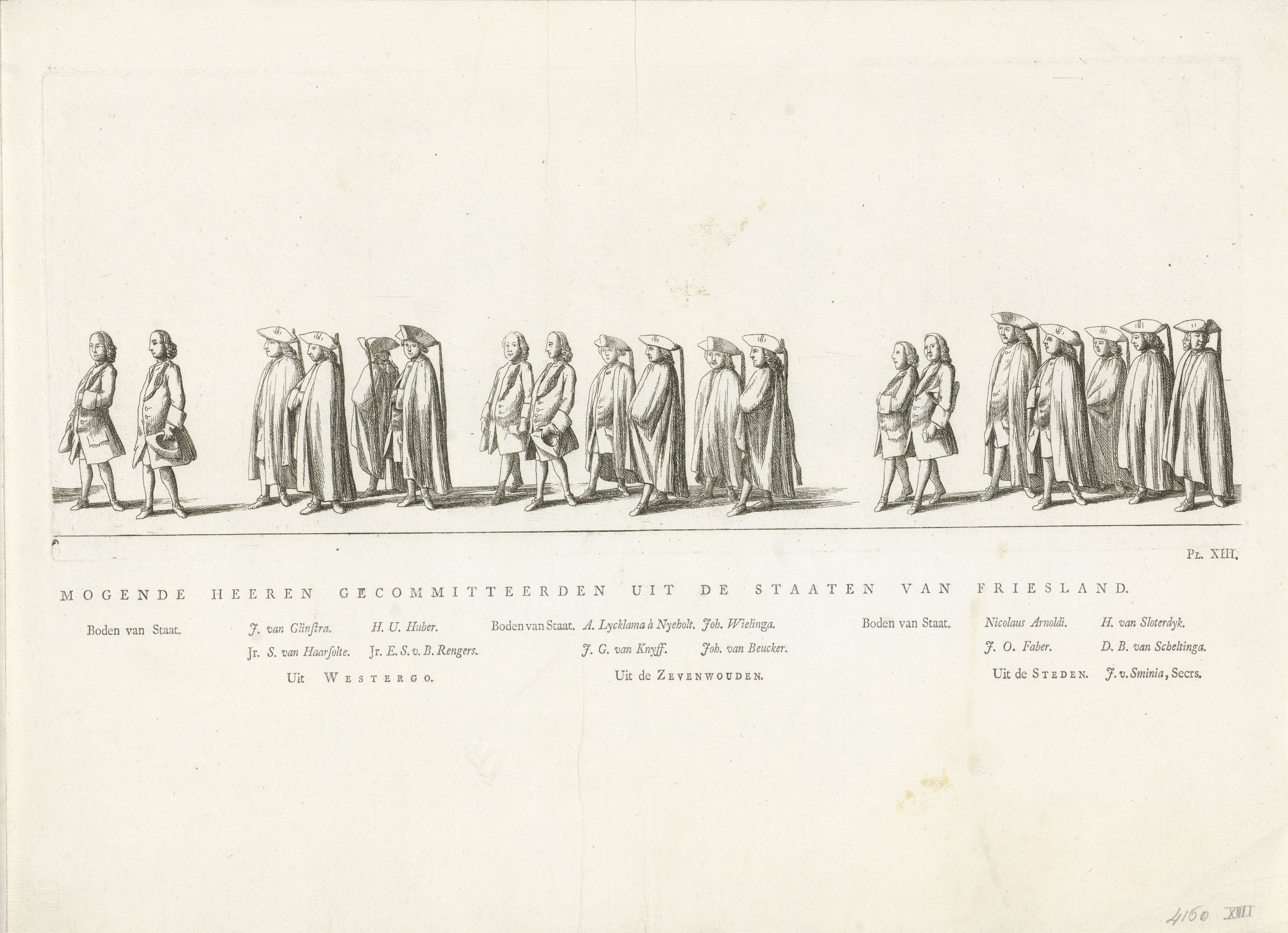
Leden van de Staten van Friesland in de begrafenisstoet van prinses Maria Louise, 1765

## Gedeputeerde Staten
Aanvankelijk bestond het college van Gedeputeerde Staten uit zes afgevaardigden, twee uit elke go. Nadat de steden als vierde kwartier drie leden mochten leveren werden het er totaal negen. Ze werden voor één jaar aangesteld met de mogelijkheid van herbenoeming. Later werd hun totale zittingsperiode beperkt tot drie jaar. Ze legden de eed af voor het Mindergetal. Besluiten werden met meerderheid van stemmen genomen. Als de stemmen staakten besliste de voorzitter. Het voorzitterschap rouleerde onder de leden en wisselde elke veertien dagen. Vanaf 1577 wisten de gedeputeerden hun macht uit te breiden en het college ontwikkelde zich tot het dagelijks bestuur van de provincie. Hiërarchisch stond het college van Gedeputeerde Staten direct onder de Staten. Het was samen met de stadhouder (de dienaar van de Staten!) het voornaamste uitvoerende orgaan van het provinciale bestuur. Gedeputeerde Staten zetelden later in het Provinciehuis.

## De Landdag
Vanaf 1581 waren het niet meer de stadhouder en het Hof die de Staten bijeenriepen maar de stadhouder en Gedeputeerde Staten. Men kwam aanvankelijk afwisselend bijeen in Leeuwarden, Harlingen of Franeker. Op 13 april 1594 werd besloten de vergaderingen te houden in het speciaal voor de samenkomsten van de kwartieren te Leeuwarden ingerichte Landschapshuis, dat naast de Kanselarij lag. De vier kwartieren en het Mindergetal hadden ieder hun eigen vertrek.
De Landdagen werden in het begin van het jaar gehouden, sinds 1642 op de eerste maandag in februari, en ze mochten niet langer dan zes weken duren. Naast de gewone Landdagen werden er daarom ook wel buitengewone uitgeschreven.
De volmachten van de steden waren doorgaans leden van de magistratuur of de vroedschap. De volmachten van de plattelandskwartieren werden jaarlijks getrapt gekozen. Stemgerechtigde ingezetenen van de dorpen kozen eerst hun twee dorpsvolmachten. De gezamenlijke dorpsvolmachten kozen op hun beurt de twee volmachten van de grietenij.

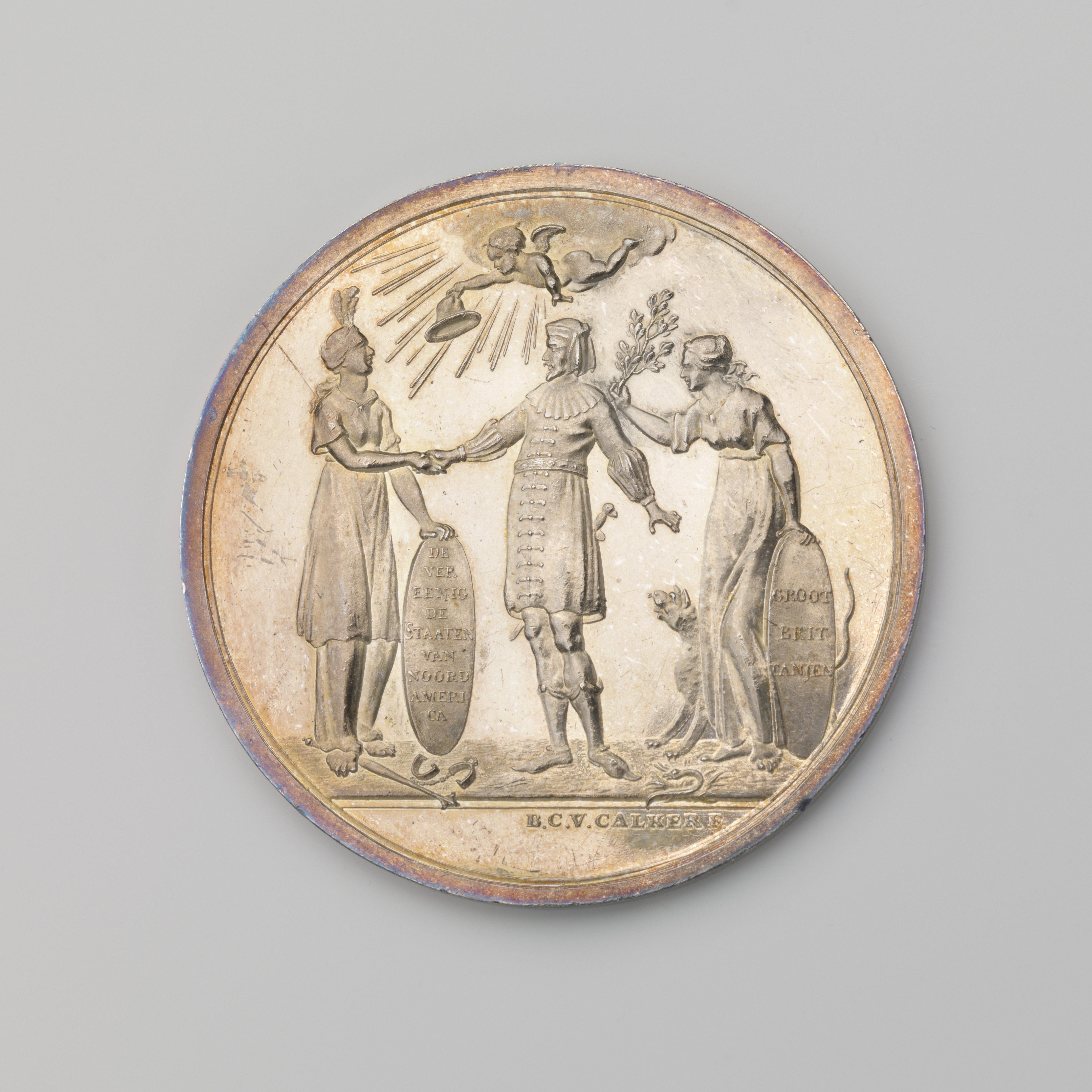
De Staten van Friesland aanvaarden John Adams als gezant van de Verenigde Staten van Amerika en wijzen een afzonderlijke vrede met Engeland af

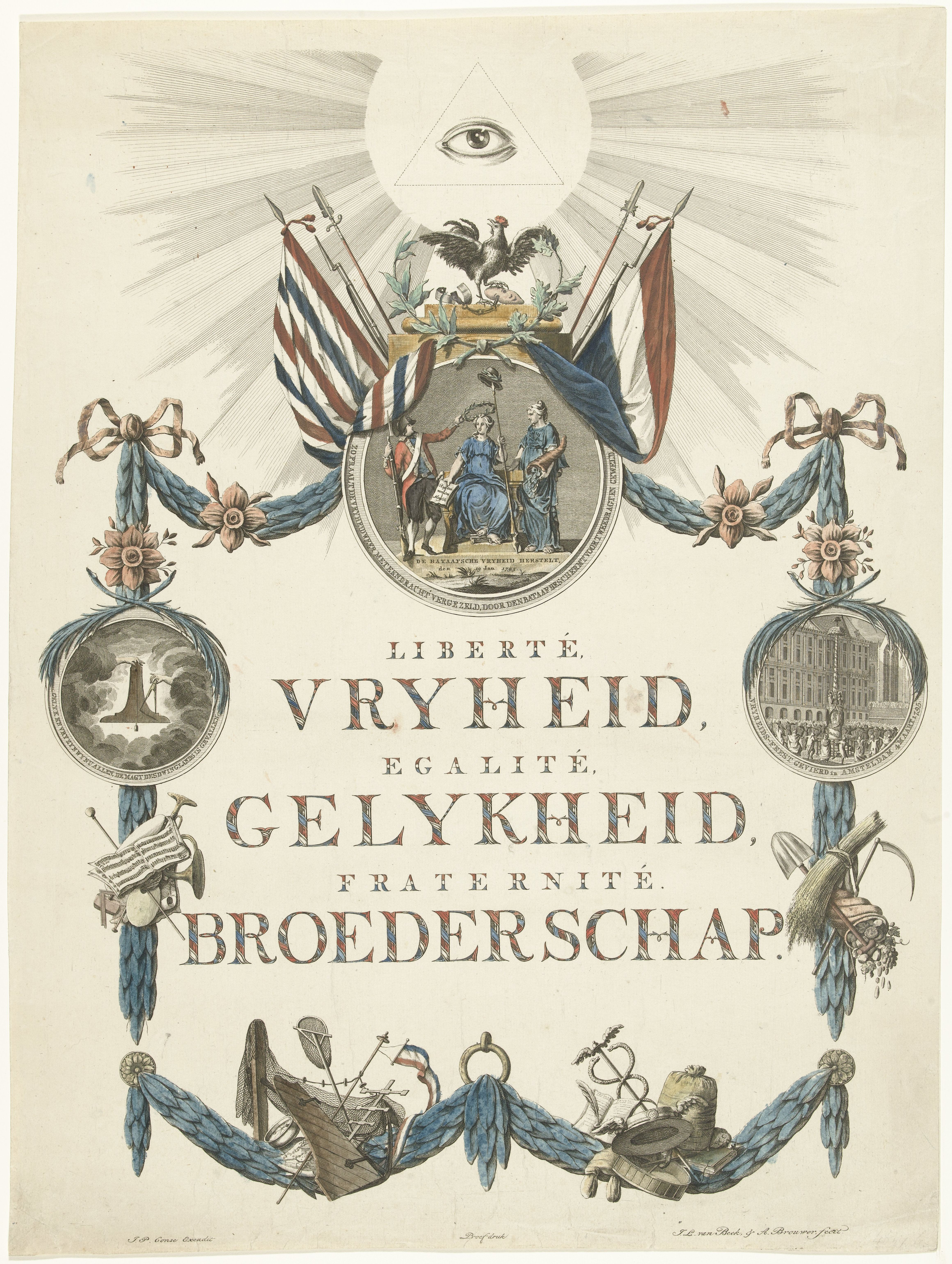
Gedenkplaat voor de stichting van de Bataafse Republiek op 19 januari 1795

## Enkele ontwikkelingen
De vraag of Friesland zich zou aansluiten bij de Nadere Unie leidde in de winter van 1579 tot diepe verdeeldheid. De Staten waren tegen, de gedeputeerden aanvankelijk voor. In maart echter namen de tegenstanders de macht in het college over, waardoor een breuk ontstond. Leeuwarden, Franeker en Sneek spraken zich samen met de Unionistische "romp" van het oude college uit voor ondertekening. In juli vond een nieuwe omwenteling plaats en in augustus 1579 ratificeerden de Staten het Unieverdrag.
De macht die de Staten en hun gedeputeerden hadden verworven ging ten koste van de macht van het Friese Hof. Met het vertrek van Leicester die de Hofpartij had gesteund kwam in 1587 een eind aan de oppositie vanuit die hoek.
In 1600 ontstonden er in de Staten hevige twisten over de heffing van de belastingen en over de keuze van de leden van Gedeputeerde Staten. Deze problemen leidden zelfs tot de vorming van twee colleges van Gedeputeerde Staten. De volmachten van Westergo en Oostergo vertrokken naar Franeker, terwijl de vertegenwoordigers van de Zevenwouden en van de steden in Leeuwarden achterbleven. Pas na ingrijpen van de Staten-Generaal werd de breuk weer gelijmd.
In 1627 namen de klachten over het bestuur toe maar men slaagde er niet in tot een oplossing te komen. In 1662 waren de klachten over de verkoop van ambten zo hevig geworden dat de procureur-generaal van het Hof besloot stappen te ondernemen. Hierdoor laaiden de oude twisten tussen het Hof en Gedeputeerden weer op.
Gedeputeerde Staten stelden op een buitengewone Landdag dit probleem aan de orde. De Staten namen een resolutie aan waarin werd bepaald dat Gedeputeerde Staten de jurisdictie over alle politieke zaken toekwam. Daarmee had het Hof het pleit verloren.
In 1672 vormde de dreiging uit het buitenland de aanleiding tot escalatie van bestaande conflicten. Dit leidde opnieuw tot twee afzonderlijke Statenvergaderingen: een in Leeuwarden en een in Sneek. Een commissie uit de Staten-Generaal bemiddelde en met een Reglement Reformatoir op 15 maart 1673 leek die poging succesvol. Maar al snel werden de oude praktijken voortgezet. Deze periode kan gezien worden als de bloeitijd van de oligarchie in Friesland.
Deze situatie duurde voort tot 1748. Behalve conflicten over hervorming van de oude regeringsvorm speelde ook de eis van de gezeten burgerij om een groter aandeel in de politiek. Nadat een eind aan de onlusten was gemaakt vaardigde de stadhouder op 21 december een Reglement Reformatoir uit, waarin rekening was gehouden met de bezwaren van de opposanten. Het was een blijvende verbetering in het bestuur, maar de regentenheerschappij bleef voortbestaan.

## Omwenteling
Tijdens de crisis van 1787 ('De Orangistische contra-revolutie') ontstond opnieuw de situatie dat twee Statenvergaderingen en twee colleges van Gedeputeerde Staten naast elkaar vergaderden. De hervormingen uit 1748 bleken ontoereikend. Het duurde nog tot 1795 toen de patriottische beweging het staatsbestel omverwierp. Op 7 februari 1795 vergaderde voor het eerst een 'Comitté Révolutionair Provinciaal', dat het gezag van de Staten had overgenomen. Zijn bevelen liet dit Comitté echter nog uitvaardigen door het college van Gedeputeerde Staten. Aan het 'oude' college kwam een einde toen de Staten op 19 februari 1795 werden vervangen door een vergadering van Provisionele Representanten. De naam van de Republiek werd Bataafse Republiek.